# バイシクル・レース
「バイシクル・レース」（Bicycle Race）は、イギリスのロック・バンド、クイーンの楽曲。1978年にEMIよりシングルとしてリリースされており、同年発売のアルバム『ジャズ』に収録された。

## 概要
作詞・作曲はフレディ・マーキュリー。「ファット・ボトムド・ガールズ」との両A面でリリースされており、歌詞には「fat bottomed girls, they'll be riding today（尻の大きな女たちが、今日は乗ってくる）」と「ファット・ボトムド・ガールズ」を彷彿させるフレーズがある。また、「ファット・ボトムド・ガールズ」には「Get on your bikes and ride!（自転車に乗って行け）」というフレーズがある。
この曲の歌詞は、『ジャズ』のレコーディング期間中に開催されていたツール・ド・フランス1978のモントルーを走る第18ステージ（7月18日）に触発されて書かれており、マウンテン・スタジオでレコーディングされた。なお、「Jaws was never my scene, and I don't like Star Wars（ジョーズなんて見た事ないし、スター・ウォーズも好きじゃない）」とフレーズがあるが、実際のフレディはスター・ウォーズのファンだった。

## プロモーション・ビデオ
プロモーション・ビデオは、ウィンブルドンスタジアムを舞台に65人ものほぼ全裸の女性が自転車レースをするという内容になっているため、YouTubeでは年齢制限が設定されている。
DVD『グレイテスト・ビデオ・ヒッツ1』などには、ヌードシーンに特殊効果がかけられて収録されている。

## リリース
1978年10月13日に「ファット・ボトムド・ガールズ」との両A面シングルとしてリリースされた後、アルバム『ジャズ』、コンピレーションアルバム『グレイテスト・ヒッツ』などに収録された。
シングル盤のジャケット写真はプロモーション・ビデオと同じシチュエーションで、レース仕様の自転車に跨がるヌードの女性を後ろから写したものとなっているが
、ほぼ全ての国において、上から赤いビキニ（下のみ）を編集で加えたものが使用された米国盤にはブラジャーが追加された。

## 収録曲
1. バイシクル・レース - Bicycle Race (Mercury)
2. ファット・ボトムド・ガールズ - Fat Bottomed Girls (May)

## 担当
- フレディ・マーキュリー - リード・ヴォーカル、コーラス、ピアノ、自転車ベル
- ブライアン・メイ - ギター、コーラス、自転車ベル
- ジョン・ディーコン - ベースギター、コーラス、自転車ベル
- ロジャー・テイラー - ドラム、コーラス、自転車ベル

## チャート
| 国               | ピーク順位 | 保持期間                     | チャート (週間) |
| ---------------- | ---------- | ---------------------------- | --------------- |
| オーストラリア   | 28         |                              | 9               |
| オーストリア     | 21         | 1979年1月                    | 4               |
| ドイツ           | 27         | 1978年12月11日–18日          | 12              |
| アイルランド     | 10         |                              | 7               |
| ニュージーランド | 20         |                              | 8               |
| オランダ         | 5          | 1978年11月25日–1978年12月2日 | 11              |
| ノルウェー       | 7          |                              | 9               |
| イギリス         | 11         | 1978年11月25日–1978年12月2日 | 12              |
| アメリカ         | 24         |                              |                 |

## メディアにおける使用
CM
- 東芝『gigabeat』
- WOWOW (2007年)

## カバー作品
- Blümchen (1996年)
- Upsilon Acrux (2002年) - クイーンのトリビュートアルバム
- Lemon Demon (2005年) - アルバム『Damn Skippy』のボーナストラック
- Be Your Own Pet (2005年) - クイーンのトリビュートアルバム
- ビトウィーン・ザ・バリード・アンド・ミー (2006年) - アルバム『The Anatomy Of』にてカバー
- Mamas Gun (2011年) - セカンドアルバム『The Life and Soul』のボーナストラック